# Tell

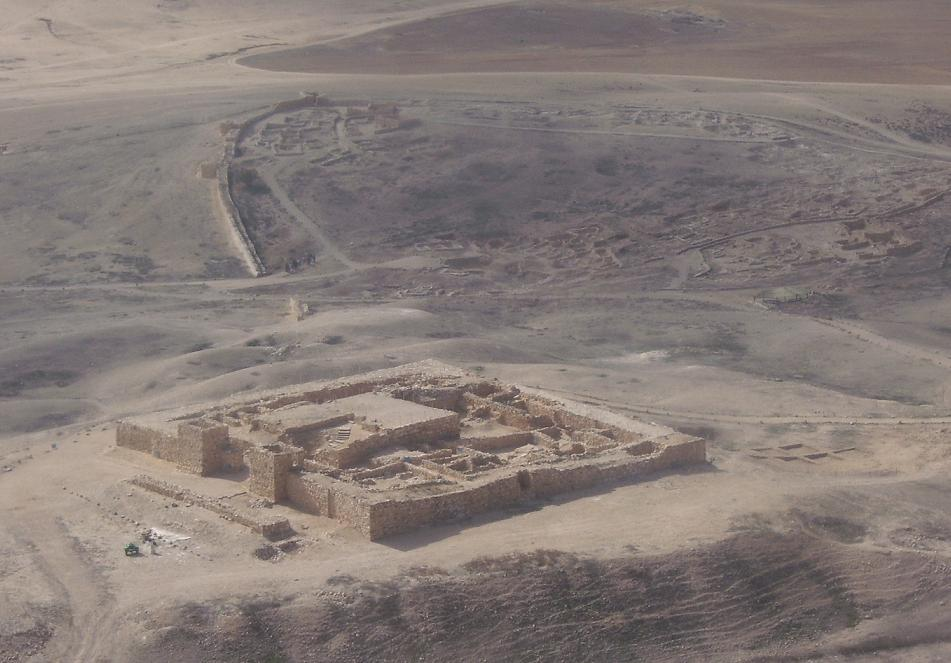
Tel Arad v Izraeli

Tell (hebrejsky תל, „mohyla“, arabsky تلّ‎, tall), též tepe (turecky), je typ blízkovýchodní archeologické lokality, která má tvar vyvýšeniny, vzniklé dlouhodobým osídlením určitého místa a nahromaděním pozůstatků předchozích sídel. Telly byly původně starověkými sídlišti. V důsledku lidské činnosti se ve městě hromadil odpad, navíc tato sídliště čas od času podlehla vojenským vpádům a budovy byly srovnány se zemí. Na ruinách pak bývalo vystavěno město nové, čímž se sídliště postupem času zvedalo a vznikl typický kopec. Jiné teorie předpokládají úmyslné zasypání vysloužilých staveb (bez jejich destrukce) s cílem zvýšení lokality vzhledem k okolnímu terénu. Cílem této činnosti byla ochrana proti povodním a lepší výhled do krajiny. Jednalo se velmi často o multikulturní lokality, některé z nich jsou kontinuálně osídleny až do dnešních dob (např. Tel Aviv-Jaffa – Tell Qasile).
Tento typ sídelní lokality je charakteristický pro Blízký východ, kde jich bylo identifikováno cca 50 000. Vyskytuje se však od povodí Indu na východě až po jihovýchodní Evropu na západě.